# 久米康生
久米 康生（くめ やすお、1921年3月10日-2015年）は、和紙研究家。
徳島県名西郡石井町生まれ。筆名・芳水康史。1943年東京帝国大学文学部東洋史学科中退。1946年より毎日新聞記者、76年に定年退職後、和紙の研究に専念。雄松堂出版顧問。1989年和紙文化研究会代表、2011年名誉会長。

## 著書
- 『吉野川・利水の構図 水との闘いにかけた男の執念』芳水康史 芙蓉書房 1970
- 『近代日本の光源 鳴滝塾の悲劇と展開』木耳社 1974
  - 『シーボルトと鳴滝塾 悲劇の展開』木耳社 オリエントブックス 1989
- 『手漉和紙精髄 ふるさとと歴史』講談社 1975
- 『私の和紙地図手帳』木耳社 1975
- 『和紙の文化史』木耳社 1976
- 『昭和民芸紙譜』思文閣出版 1977
- 『手すきの紙郷』思文閣出版 1978
- 『和紙生活誌』雄松堂書店 1982
- 『近江雁皮紙』紫紅社 1983
- 『造紙の源流』雄松堂出版 1985
- 『加賀の紙』雄松堂出版 1986
- 『京のからかみと千代紙』雄松堂出版 1986
- 『大和吉野の紙』雄松堂出版 1986
- 『和紙文化誌』毎日コミュニケーションズ 1990
- 『江戸からかみ その歴史的背景と多彩な展開』東京松屋 1992
- 『彩飾和紙譜 生活を彩る和紙』平凡社 1994
- 『美濃紙の伝統』美濃市 1994
- 『和紙文化辞典』わがみ堂 1995
- 『和紙多彩な用と美』玉川大学出版部 1998
- 『金唐革紙と擬革紙』紙の博物館 2003
- 『産地別すぐわかる和紙の見わけ方』東京美術 2003
- 『和紙の源流 東洋手すき紙の多彩な伝統』岩波書店 2004
- 『和紙つくりの歴史と技法』岩田書院 2008
- 『和紙文化研究事典』法政大学出版局 2012

### 編著
- 『京からかみ文様譜』編著 思文閣出版 1979
- 『手漉和紙聚芳』編著 雄松堂書店 1979
- 『パークス和紙コレクション』わがみ堂 和紙文化研究叢書 1994

### 翻訳
- エドワード・ヒーウッド『透かし文様 主として17～18世紀』増田勝彦共訳 雄松堂出版 1987
- ヨハネス・ライン『和紙論 『日本産業誌』第2巻より』工芸学会 1988
- 王詩文『中国伝統手工紙事典 抄訳』和紙文化研究会 2004
- 銭存訓著 鄭如斯編『中国の紙と印刷の文化史』法政大学出版局 2007
- ダード・ハンター『古代製紙の歴史と技術』勉誠出版 2009
- ダード・ハンター『和紙のすばらしさ 日本・韓国・中国への製紙行脚』勉誠出版 2009

## 論文
- ＜久米康生